# Mobilité en Europe
Le continent européen a été le lieu, depuis l'antiquité, de nombreux flux migratoires. La mobilité en Europe concerne aussi bien les arrivées de personnes sur le continent européen que les départs de personnes vers d'autres continents.

## Histoire
La mobilité a toujours existé en Europe, que ce soit à l'intérieur du continent ou avec d'autres continents.
En particulier étaient mobiles les marchands, la marine, et l'armée romaine, qui se déployaient autour du bassin méditerranéen.
Au Moyen Âge, des princes et princesses changeaient de région afin d'établir des alliances de par leurs mariages.
L'Europe a également été mêlée au trafic d'esclaves, provenant d'Asie et d'Afrique.
Les frontières ont commencé à prendre de l'importance avec l'apparition des États ; mais elles étaient poreuses.
Au cours du XXe siècle ont eu lieu la déportation de nombreuses personnes et des contrôles stricts de celles-ci. De nombreux européens se sont expatriés vers les Amériques, spécialement à destination des États-Unis d'Amérique, du Brésil, de l'Argentine et du Canada.

### Fuite
Dans la deuxième moitié du XIXe siècle et la première moitié du XXe siècle, des millions de personnes en provenance des pays aujourd'hui membres de l'UE, sont partis a destination des territoires dépeuplés du nouveau monde et de l'Océanie. Ces personnes étaient originaires dans leur majorité d'Allemagne, d'Irlande, du Royaume-Uni, de Pologne et d'Italie.
Il y eut également des groupes importants qui se sont établis dans des régions d'Afrique, phénomène connu sous le nom de colonisation. 
Certains voyagèrent à la recherche de l'aventure, mais la majorité le firent pour échapper à la misère cyclique que connut l'Europe. Des émigrants européens s'établirent de manière définitive dans le nouveau monde, créant de nouveaux États et transportant leur culture européenne, étendant ainsi les limites de ce qui était alors appelé « monde occidental ».

### Seconde Guerre mondiale
Lors de la Seconde Guerre mondiale, beaucoup de civils ont été déplacés, dans le cadre du Service du travail obligatoire ou de la Shoah. 
Pour les soldats, la guerre a été l'occasion d'une forte mobilité que ce soit à l'intérieur de l'Europe, ou entre l'Europe et les îles britanniques, ou le continent africain.
La guerre a également eu pour cause et conséquences des déplacements de frontières de nations, qui à leur tour ont joué sur la mobilité.

### XXesiècle
En Espagne et au Portugal, les dictatures de Franco et de l'Estado Novo ont fait déplacer les opposants au régimes vers les pays limitrophes.
Le tournant radical, expérimenté par le processus migratoire dans le continent, n'a pas de parallèle dans le monde. Certains des États membres de l'Union se sont transformés en moins d'une génération, pour passer d'un modèle à fort taux de natalité et à forte émigration/expatriation continue vers un modèle à taux de natalité réduit donc nécessitant des immigrations. Cette période arriva quelques décennies plus tard dans certains pays par rapport à d'autres. Dans certains secteurs de la société espagnole, les personnes ne considèrent toujours pas leur pays comme un pays attractif mais comme un pays d’émigrants, alors que les statistiques montrent le contraire depuis plus d'une décennie.

### Guerre froide
Durant la deuxième moitié du XXe siècle, la mobilité interne à l'Europe a été freinée par certains États, mais aussi par la séparation entre l'Europe de l'Est et l'Europe de l'Ouest, constituée par le rideau de fer.
Depuis la fin de la Seconde Guerre mondiale, la reconstruction de l'Europe alors dévastée économiquement et démographiquement a commencé. La récupération de l'infrastructure et de la productivité du continent donnèrent une impulsion économique, qui permit une augmentation de la population grâce à l'augmentation des naissances, et à l'immigration.
Dans le cadre de la décolonisation, la France a dû accueillir de nombreux Pieds-Noirs, ainsi que des harkis.
La nécessité de la main d'œuvre firent que certains États adoptèrent des mesures pour faciliter l'arrivée de travailleurs venant d'autres pays, notamment l'Allemagne et la France qui accueillirent des citoyens en provenance de pays comme l'Espagne et le Portugal ou l'Italie. Ainsi, la France, depuis les années 1950, est un lieu important d'immigration.
L'origine des immigrants de l'UE a varié d'une décennie sur l'autre ; ainsi, au cours des décennies des années 1950 et 1960, commença l'immigration d'Africains et de Turcs, puis d'Asiatiques.

## Europe réunifiée
La chute du mur de Berlin a permis aux familles de se retrouver, à de nouveaux États d'entrer dans l'Union européenne, ce qui à terme devrait permettre de faciliter la mobilité interne à l'Europe. Cela pose cependant un problème dans la mesure où la frontière de l'Est risque d'être plus strictement régulée, et donc de constituer un nouveau mur entre l'intérieur de l'Union, et l'extérieur[réf. nécessaire].
Dans les années 1990, l'espace de Schengen a été construit pour développer le transport, le tourisme et l'économie, tout en ayant un meilleur contrôle des frontières externes. Aujourd'hui, il ne concerne cependant que certains pays de l'Union européenne. Cela amène ces États à mener une politique commune, notamment dans le domaine du contrôle des citoyens non membres de l'Union.